# Shirase (AGB-5003)
Shirase (しらせ) là một tàu phá băng của Nhật Bản do Lực lượng Phòng vệ Biển Nhật Bản. Tàu phá băng thứ tư của Nhật Bản cho các cuộc thám hiểm Nam Cực. Tàu thừa kế tên từ tàu tiền nhiệm Shirase (AGB-5002). Nó đã được hạ thủy tháng 4 năm 2008 và được nhập biên chế vào tháng 5 năm 2009 với con số thân tàu AGB-5003. Cô bắt đầu chuyến đi đầu tiên vào ngày 10 tháng 11 năm 2009 (Thời gian Chuẩn Nhật Bản).

## Tên gọi
Trong tiếng Nhật, cái tên "Shirase" được viết bằng "hiragana". Do một quy tắc đặt tên nội bộ của JMSDF, một người phá băng phải lấy tên của nó từ một địa điểm. Theo đó, Shirase được cho là lấy tên của nó từ Sông băng Shirase. Dòng sông băng này mang tên họ của Trung úy Nobu Shirase, người tiên phong Nhật Bản thăm dò Nam Cực.

## Phục vụ
Vào tháng 2 năm 2013, nhóm chống săn cá của Hiệp hội Bảo tồn Chim Biển tuyên bố "Shirase" đã được gửi đến để theo dõi sự can thiệp của tàu vào đội nghiên cứu cá voi Nhật Bản.
Tuy nhiên, theo Viện Nghiên cứu Cực Quốc gia (Nhật Bản), chiếc tàu phá băng thực ra đã được thực hiện ở phía tây theo bờ biển Nam Cực gần Trạm Showa (Nam Cực), vào thời điểm đó. Chính phủ Nhật Bản sau đó đã xác nhận rằng tàu không tham gia vào bất kỳ hoạt động nào liên quan đến chương trình săn cá voi, và tuyên bố của Hiệp hội Bảo tồn Chim Biển là "giả mạo hoàn toàn".
Vào ngày 17 tháng 2 năm 2014, Shirase bị mắc cạn ngay bên trạm Molodyozhnaya bỏ hoang của Nga ở Nam Cực. Trong khi thân tàu bên ngoài bị xuyên thủng, tàu không có nguy cơ bị đánh chìm và không có báo cáo rò rỉ dầu nhiên liệu.
Vào ngày 17 tháng 8 năm 2017, một chiếc trực thăng CH-101 Lực lượng Phòng vệ Biển Nhật Bản bố trí trên tàu Shirase bị rơi tại căn cứ Không quân Thủy quân lục chiến Iwakuni ở Yamaguchi. Bốn người trong phi hành đoàn đã bị thương.